# Oliver Fink
Oliver Fink (ur. 6 czerwca 1982 w Hirschau) – niemiecki piłkarz występujący na pozycji obrońcy lub pomocnika. Zawodnik Fortuny Düsseldorf.

## Kariera
Fink jako junior grał w zespołach 1. FC Schlicht oraz 1. FC Schwandorf, a w 1998 roku trafił do SSV Jahn Ratyzbona. W 2003 roku został włączony do jego pierwszej drużyny, grającej w 2. Bundeslidze. Zadebiutował w niej 14 grudnia 2003 roku w zremisowanym 1:1 pojedynku z 1. FSV Mainz 05. 16 kwietnia 2004 roku w zremisowanym 1:1 spotkaniu z Rot-Weiß Oberhausen strzelił pierwszego gola w 2. Bundeslidze. W tym samym roku spadł z zespołem do Regionalligi Süd.
W 2005 roku Fink odszedł do innego drugoligowego SV Wacker Burghausen. Spędził tam dwa lata, a potem przeniósł się do SpVgg Unterhaching, grającego w Regionallidze Süd. W ciągu dwóch lat, zagrał tam w 67 meczach i zdobył 5 bramek. W 2009 roku został graczem Fortuny Düsseldorf, występującej w 2. Bundeslidze. W 2011 roku awansował z nią do Bundesligi.